# Carroll O'Connor
Carroll O'Connor, all'anagrafe John Carroll O'Connor (New York, 2 agosto 1924 – Culver City, 21 giugno 2001), è stato un attore, regista e sceneggiatore statunitense.
Membro dell'Actors Studio, divenne celebre a partire dagli anni '70 come protagonista di serie televisive di successo come Arcibaldo (1971-1979) e in seguito L'ispettore Tibbs (1988-1994).

## Filmografia parziale

### Regista
- Archie Bunker's Place - serie TV, episodio 1x06 (1979)
- L'ispettore Tibbs (In the Heat of the Night) - serie TV, 4 episodi (1993-1994)

### Sceneggiatore
- Bronk - serie TV, 24 episodi (1975)
- The Last Hurrah, regia di Vincent Sherman - film TV (1977)
- L'ispettore Tibbs (In the Heat of the Night) - serie TV, 27 episodi (1989-1994)
- Brass, regia di Corey Allen - film TV (1985)

### Attore

#### Cinema
- Ossessione amorosa (By Love Possessed), regia di John Sturges (1961)
- Febbre nel sangue (A Fever in the Blood), regia di Vincent Sherman (1961)
- Solo sotto le stelle (Lonely Are the Brave), regia di David Miller (1962)
- Cleopatra, regia di Joseph L. Mankiewicz (1963)
- Prima vittoria (In Harm's Way), regia di Otto Preminger (1965)
- Hawaii, regia di George Roy Hill (1966)
- La vecchia legge del West (Waterhole#3), regia di William A. Graham (1967)
- Senza un attimo di tregua (Point Blank), regia di John Boorman (1967)
- La brigata del diavolo (The Devil's Brigade), regia di Andrew V. McLaglen (1968)
- Un uomo per Ivy (For LOve of Ivy), regia di Daniel Mann (1968)
- L'investigatore Marlowe (Marlowe), regia di Paul Bogart (1969)
- I guerrieri (Kelly's Heroes), regia di Brian G. Hutton (1970)
- Le mogli (Doctors' Wives), regia di George Schaefer (1971)
- Legge e disordine (Law and Disorder), regia di Ivan Passer (1974)
- Gideon, regia di Claudia Hoover (1999)
- Return to Me, regia di Bonnie Hunt (2000)

#### Televisione
- Avventure in paradiso (Adventures in Paradise) – serie TV, episodio 2x07 (1960)
- The Americans – serie TV, episodio 1x16 (1961)
- Gli intoccabili (The Untouchables) – serie TV, 2 episodi (1961-1962)
- La città in controluce (Naked City) – serie TV, 2 episodi (1962)
- The Dick Powell Show – serie TV, episodi 2x10-2x20 (1962-1963)
- La parola alla difesa (The Defenders) – serie TV, 2 episodi (1962-1963)
- Ben Casey – serie TV, 2 episodi (1962-1965)
- Assistente sociale (East Side/West Side) – serie TV, episodio 1x02 (1963)
- Undicesima ora (The Eleventh Hour) – serie TV, episodio 1x31 (1963)
- Bonanza – serie TV, episodio 4x33 (1963)
- La grande avventura (The Great Adventure) – serie TV, episodi 1x10-1x20 (1963-1964)
- Il fuggiasco (The Fugitive) – serie TV, episodio 1x24 (1964)
- Organizzazione U.N.C.L.E. (The Man from U.N.C.L.E.) – serie TV, episodio 1x06 (1964)
- Profiles in Courage – serie TV, 1 episodio (1965)
- Polvere di stelle (Bob Hope Presents the Chrysler Theatre) – serie TV, 2 episodi (1964-1966)
- Selvaggio west (The Wild Wild West) – serie TV, episodio 2x11 (1966)
- Le spie (I Spy) – serie TV, episodio 1x27 (1966)
- Kronos - Sfida al passato (The Time Tunnel) – serie TV, episodio 1x05 (1966)
- Gunsmoke – serie TV, episodi 12x07-13x08 (1966-1967)
- Missione impossibile (Mission: Impossible) – serie TV, episodio 1x18 (1967)
- Quella strana ragazza (That Girl) – serie TV, episodio 1x24 (1967)
- Due avvocati nel West (Dundee and the Culhane) – serie TV, episodio 1x08 (1967)
- Disneyland – serie TV, 2 episodi (1969)
- Arcibaldo (All in the Family) – serie TV, 205 episodi (1971-1979)
- The Last Hurrah, regia di Vincent Sherman – film TV (1977)
- Archie Bunker's Place – serie TV, 97 episodi (1979-1983)
- Gloria – serie TV, episodio 1x01 (1982)
- L'ispettore Tibbs (In the Heat of the Night) – serie TV, 142 episodi (1988-1994)
- Cinque in famiglia (Party of Five) – serie TV, 6 episodi (1996)
- Innamorati pazzi (Mad About You) – serie TV, episodio 5x06 (1996)

## Doppiatori italiani
Nelle versioni in italiano delle opere in cui ha recitato, Carroll O'Connor è stato doppiato da:
- Gianni Bonagura in Prima vittoria, Ultima notte a Cottonwood
- Corrado Gaipa in Senza un attimo di tregua, La brigata del diavolo
- Franco Zucca in Cinque in famiglia, Innamorati pazzi
- Carlo Romano ne La vecchia legge del West, I guerrieri
- Franco Latini in Arcibaldo, Archie Bunker's Face
- Sergio Graziani in Gideon, Return to Me
- Nino Marchetti in Solo sotto le stelle
- Ferruccio Amendola in Solo sotto le stelle
- Sergio Rossi ne L'ispettore Tibbs
- Saverio Moriones in L'ispettore Tibbs (ep. 6x09, 7x15)
- Riccardo Peroni ne I Jefferson

## Premi e riconoscimenti
- Primetime Emmy Awards
  - 1972 - Migliore attore protagonista in una serie commedia - Arcibaldo
  - 1977 - Migliore attore protagonista in una serie commedia - Arcibaldo
  - 1978 - Migliore attore protagonista in una serie commedia - Arcibaldo
  - 1979 - Migliore attore protagonista in una serie commedia - Arcibaldo
  - 1989 - Migliore attore protagonista in una serie drammatica - L'ispettore Tibbs